# Medalha John Fritz
A Medalha John Fritz (em inglês:  John Fritz Medal) é concedida anualmente desde 1902 pela American Association of Engineering Societies por "conquistas científicas ou industriais de destaque". A medalha foi criada nas comemorações dos oitenta anos de John Fritz, que viveu de 1822 a 1913.

## Laureados
- 1902 John Fritz
- 1903   —
- 1904   —
- 1905 William Thomson
- 1906 George Westinghouse
- 1907 Alexander Graham Bell
- 1908 Thomas Edison
- 1909 Charles Talbot Porter
- 1910 Alfred Nobel
- 1911 William Henry White
- 1912 Robert Woolston Hunt
- 1913   —
- 1914 John Edson Sweet
- 1915 James Douglas
- 1916 Elihu Thomson
- 1917 Henry Marion Howe
- 1918 J. Waldo Smith
- 1919 George Washington Goethals
- 1920 Orville Wright
- 1921 Robert Hadfield
- 1922 Charles P. E. Schneider
- 1923 Guglielmo Marconi
- 1924 Ambrose Swasey
- 1925 John Frank Stevens
- 1926 Edward Dean Adams
- 1927 Elmer Ambrose Sperry
- 1928 John Joseph Carty
- 1929 Herbert Hoover
- 1930 Ralph Modjeski
- 1931 David Watson Taylor
- 1932 Michael Pupin
- 1933 Daniel Cowan Jackling
- 1934 John Ripley Freeman (póstumo)
- 1935 Frank Julian Sprague (póstumo)
- 1936 William Frederick Durand
- 1937 Arthur Newell Talbot
- 1938 Paul Dyer Merica
- 1939 Frank Baldwin Jewett
- 1940 Clarence Floyd Hirshfeld (póstumo)
- 1941 Ralph Budd
- 1942 Everette Lee DeGolyer
- 1943 Willis Rodney Whitney
- 1944 Charles Kettering
- 1945 John Lucian Savage
- 1946 Zay Jeffries
- 1947 Lewis Warrington Chubb
- 1948 Theodore von Kármán
- 1949 Charles Mengel Allen
- 1950 Walter H. Aldridge
- 1951 Vannevar Bush
- 1952 Ervin George Bailey
- 1953 Benjamin Franklin Fairless
- 1954 William Embry Wrather
- 1955 Harry Alonzo Winne
- 1956 Philip Sporn
- 1957 Ben Moreell
- 1958 John R. Suman
- 1959 Mervin Kelly
- 1960 Gwilyn A. Price
- 1961 Stephen David Bechtel
- 1962 Crawford Greenewalt
- 1963 Hugh Latimer Dryden
- 1964 Lucius Dubignon Clay
- 1965 Frederick R. Kappel
- 1966 Warren Lewis
- 1967 Walker Lee Cisler
- 1968 Igor Sikorsky
- 1969 Michael Lawrence Haider
- 1970 Glenn Barton Warren
- 1971 Patrick Eugene Haggerty
- 1972 William Webster
- 1973 Lyman Wilber
- 1974 H. I. Romnes
- 1975 Manson Benedict
- 1976 Thomas Otten Paine
- 1977 George Rufus Brown
- 1978 Robert G. Heitz
- 1979 Nathan M. Newmark
- 1980 T. Louis Austin, Jr.
- 1981 Ian MacGregor
- 1982 David Packard
- 1983 Claude Shannon
- 1984 Kenneth A. Roe
- 1985 Daniel Drucker
- 1986 Simon Ramo
- 1987 Ralph Landau
- 1988 Ralph B. Beck
- 1989 Robert Noyce
- 1990 Gordon A. Cain
- 1991 Hunter Rouse
- 1992 Serge Gratch
- 1993 Gordon Moore
- 1994 Hoyt C. Hotte
- 1995 Lynn S. Beedle
- 1996 George Nicholas Hatsopoulos
- 1997 Arthur E. Humphrey
- 1998 Ivan Getting
- 1999 George Heilmeier
- 2000 John W. Fisher
- 2001 Chu Ching-wu
- 2002 Daniel Goldin
- 2003 Robert Langer
- 2004 John Swanson
- 2005 George Tamaro
- 2006   —
- 2007 Gavriel Salvendy
- 2008 Kristina M. Johnson
- 2009 Yvonne Claeyes Brill
- 2010 Gerald Posakony
- 2011 Andrew Viterbi
- 2012 Leslie Earl Robertson
- 2013 Gregory Stephanopoulos
- 2014 Julia Weertman
- 2015 Jon Magnusson
- 2016 Vincent Poor
- 2017 Frank Kreith
- 2018 Anne S. Kiremidjian[4]